# Ludvík I. Hesenský
Ludvík I. Hesenský (14. června 1753, Prenzlau – 6. dubna 1830, Darmstadt) byl hesensko-darmstadtský lankrabě (jako Ludvík X.) a později první hesenský velkovévoda.

## Původ a mládí

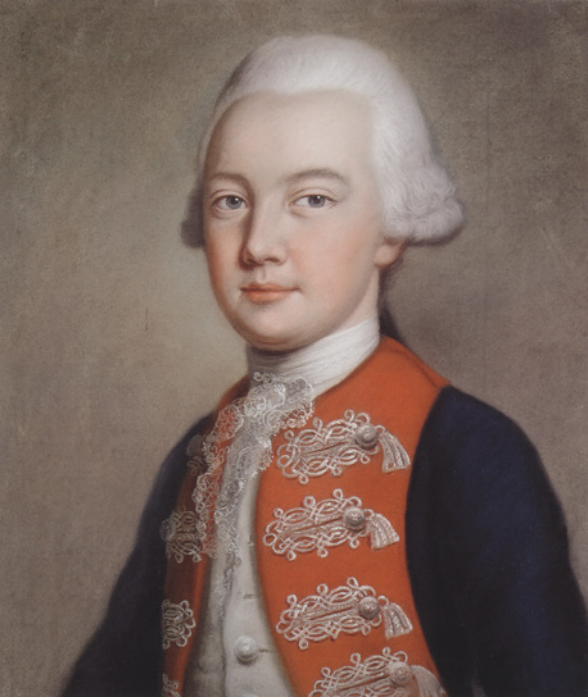
Ludvík jako hesensko-darmstadtský korunní princ (1769).

Ludvík se narodil 14. června 1753 jako třetí dítě a nejstarší syn pozdějšího lankraběte Ludvíka IX. Hesensko-Darmstadtského a jeho manželky Karolíny Falcko-Zweibrückenské, dcery falckraběte Kristiána III. Ludvík se narodil ve městě Prenzlau v Braniborsku, kde byl právě umístěn jeho otec, který sloužil v pruské armádě. Děti vyrůstaly s matkou v Buchsweileru, v původním sídle hrabat z Hanau-Lichtenbergu, zatímco otec pobýval hlavně ve městě Pirmasens, kde dělal svou vojenskou kariéru. V roce 1766, když bylo Ludvíkovi 13 let, se matčin dvůr přesunul z Buchsweileru do Darmstadtu. Po smrti dědečka 17. října 1768 se Ludvíkův otec stal lankrabětem a Ludvík jeho dědicem s titulem korunní princ.
Ludvík od roku 1769 studoval na univerzitě v Leidenu a následně podnik kavalírskou cestu do Londýna a Paříže. Ve Francii se mimo jiné setkal s francouzskými filosofy Jeanem le Rond d'Alembertem a Denisem Diderotem, kteří byli předními osobnostmi osvícenství a editory první moderní encyklopedie. V roce 1773 odcestoval s v Německu narozeným francouzským spisovatelem a kritikem Fridrichem Melchiorem Grimmem ke dvoru Fridricha Velikého v Prusku, kam se provdala Ludvíkova starší sestra Frederika Luisa za předpokládaného dědice Fridricha Viléma. Nakonec Ludvík odjel do Ruska, kde se v roce 1773 v Petrohradu zúčastnil svatby své mladší sestry Vilemíny Luisy s dědicem ruského trůnu, carevičem Pavlem. V roce 1774 Ludvík jako ruský generál bojoval v rusko-turecké válce a stal se svobodným zednářem lóže "Ke korunované vlajce" v Moskvě.

## Manželství

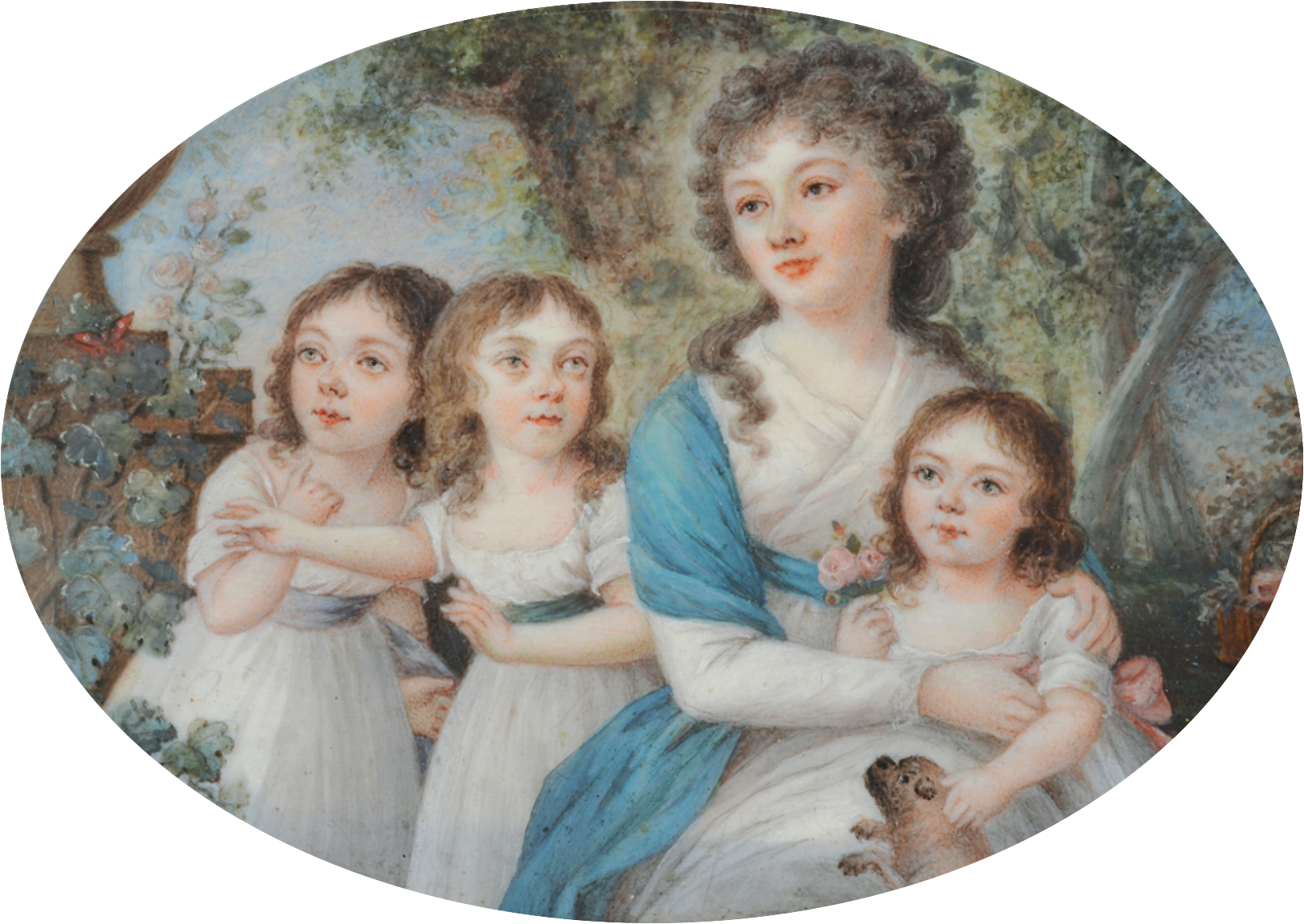
Lankraběnka Luisa se třemi nejstaršími dětmi, asi 1792.

V roce 1776 se Ludvík zasnoubil se Žofií Doroteou Württemberskou, nejstarší dcerou Fridricha II. Evžena Württemberského. Zasnoubení bylo zrušeno a Žofie Dorotea se provdala za Ludvíkova ovdovělého švagra, careviče Pavla, syna a dědice ruské carevny Kateřiny II. Po zrušení zasnoubení Ludvík obdržel peněžitou náhradu.
Po tomto ponižujícím incidentu strávil Ludvík léto u dvora své mladší sestry Luisy v sasko-výmarském vévodství, kde se stýkal s Johannem Wolfgangem von Goethe. I po odjezdu z vévodství zůstal Ludvík v korespondenci s výmarským dvorem a Goethem a také s Friedrichem Schillerem. Ludvík se oženil 19. února 1777 ve třiadvaceti letech v Darmstadtu se svou o osm let mladší sestřenicí Luisou, dcerou svého strýce Jiřího Viléma Hesensko-Darmstadtského. Pár žil střídavě v Darmstadtu a Fürstenlager Auerbach. Manželé spolu měli šest dětí.

## Hesensko-darmstadtský lankrabě
Ludvík se stal hesensko-darmstadtským lankrabětem po smrti svého otce v roce 1790. Předsedal významnému nárůstu území pro Hesensko-Darmstadtsko během císařských reorganizací v letech 1801–1803, zejména vestfálskému vévodství, které do té doby podléhalo kolínskému arcibiskupovi.

## Hesenský velkovévoda

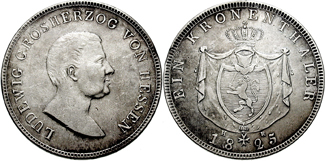
Ludvíkův tolar jako hesenského velkovévody, 1825.

Jako spojenec Napoleona Bonaparte byl Ludvík v roce 1806 povýšen hesenského velkovévodu a vstoupil do Rýnského spolku, což vedlo k zániku Svaté říše římské. Na Vídeňském kongresu 1814/15 se Ludvík musel vzdát svých vestfálských území, ale byl odškodněn okresem Rheinhessen s jeho hlavním městem Mohučí na levém břehu Rýna. Kvůli tomuto zisku upravil svůj titul na velkovévodu hesenského a u Rýna.

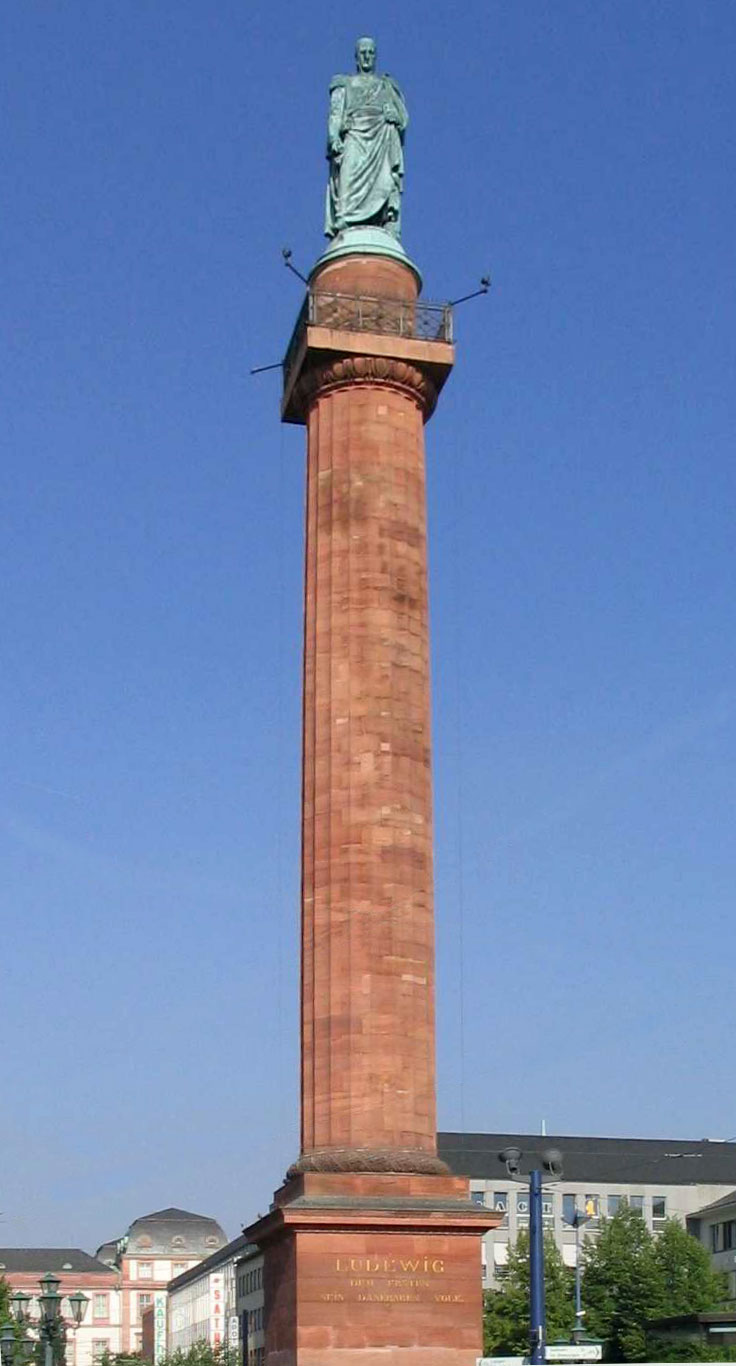
Ludwigsmonument v Darmstadtu.

Velkovévoda Ludvík zemřel 6. dubna 1830 ve věku 76 let ve svém hlavním městě Darmstadtu. Jeho nástupcem se stal jeho nejstarší syn Ludvík II.
V roce 1844 byl na jeho památku uprostřed největšího darmstadtského náměstí Luisenplatz postaven 33metrový sloup zvaný Langer Ludwig (Dlouhý Ludvík).

## Potomstvo
Se svou manželkou a sestřenicí Luisou Hesensko-Darmstadtskou (1761–1829) měl Ludvík osm dětí, z nichž se však dvě narodily mrtvéː
- Ludvík II. Hesenský (26. prosince 1777 – 16. června 1848), hesenský velkovévoda, ⚭ 1804 Vilemína Luisa Bádenská (10. září 1788 – 27. ledna 1836)
- Luisa Karolína Hesensko-Darmstadtská (16. ledna 1779 – 18. dubna 1811), ⚭ 1800 Ludvík Anhaltsko-Köthenský (25. září 1778 – 16. září 1802)
- Jiří Hesensko-Darmstadtský (31. srpna 1780 – 17. dubna 1856), ⚭ 1804 Karolína Török de Szendrő (23. dubna 1786 – 28. října 1862), morganatické manželství
- Fridrich Hesensko-Darmstadtský (14. května 1788 – 16. března 1867)
- mrtvě narozená dvojčata - dcery (11. května 1789)
- Emil Hesensko-Darmstadtský (3. září 1790 – 30. dubna 1856)
- Gustav Hesensko-Darmstadtský (18. prosince 1791 – 30. ledna 1806)

## Vývod z předků
|                    |                                                  |  |                                                 |                                                    |  |  |  |  |  |  |  | Ludvík VI. Hesensko-Darmstadtský |
|                    |                                                  |  |                                                 |                                                    |  |  |  |  |  |  |  |                                  |
|                    | Arnošt Ludvík Hesensko-Darmstadtský              |  |                                                 |                                                    |  |  |  |  |  |  |  |                                  |
|                    |                                                  |  |                                                 |                                                    |  |  |  |  |  |  |  |                                  |
|                    |                                                  |  |                                                 | Alžběta Dorotea Sasko-Gothajsko-Altenburská        |  |  |  |  |  |  |  |                                  |
|                    |                                                  |  |                                                 |                                                    |  |  |  |  |  |  |  |                                  |
|                    | Ludvík VIII. Hesensko-Darmstadtský               |  |                                                 |                                                    |  |  |  |  |  |  |  |                                  |
|                    |                                                  |  |                                                 |                                                    |  |  |  |  |  |  |  |                                  |
|                    |                                                  |  |                                                 | Albrecht II. Braniborsko-Ansbašský                 |  |  |  |  |  |  |  |                                  |
|                    |                                                  |  |                                                 |                                                    |  |  |  |  |  |  |  |                                  |
|                    | Dorotea Šarlota Braniborsko-Ansbašská            |  |                                                 |                                                    |  |  |  |  |  |  |  |                                  |
|                    |                                                  |  |                                                 |                                                    |  |  |  |  |  |  |  |                                  |
|                    |                                                  |  |                                                 | Žofie Markéta Oettingenská                         |  |  |  |  |  |  |  |                                  |
|                    |                                                  |  |                                                 |                                                    |  |  |  |  |  |  |  |                                  |
|                    | Ludvík IX. Hesensko-Darmstadtský                 |  |                                                 |                                                    |  |  |  |  |  |  |  |                                  |
|                    |                                                  |  |                                                 |                                                    |  |  |  |  |  |  |  |                                  |
|                    |                                                  |  |                                                 | Johan Reinhard II. z Hanau-Lichtenbergu            |  |  |  |  |  |  |  |                                  |
|                    |                                                  |  |                                                 |                                                    |  |  |  |  |  |  |  |                                  |
|                    | Johan Reinhard III. z Hanau-Lichtenbergu         |  |                                                 |                                                    |  |  |  |  |  |  |  |                                  |
|                    |                                                  |  |                                                 |                                                    |  |  |  |  |  |  |  |                                  |
|                    |                                                  |  |                                                 | Anna Magdalena Falcko-Birkenfeldsko-Bischweilerská |  |  |  |  |  |  |  |                                  |
|                    |                                                  |  |                                                 |                                                    |  |  |  |  |  |  |  |                                  |
|                    | Šarlota z Hanau-Lichtenbergu                     |  |                                                 |                                                    |  |  |  |  |  |  |  |                                  |
|                    |                                                  |  |                                                 |                                                    |  |  |  |  |  |  |  |                                  |
|                    |                                                  |  |                                                 | Jan Fridrich Braniborsko-Ansbašský                 |  |  |  |  |  |  |  |                                  |
|                    |                                                  |  |                                                 |                                                    |  |  |  |  |  |  |  |                                  |
|                    | Dorotea Frederika Braniborsko-Ansbašská          |  |                                                 |                                                    |  |  |  |  |  |  |  |                                  |
|                    |                                                  |  |                                                 |                                                    |  |  |  |  |  |  |  |                                  |
|                    |                                                  |  |                                                 | Johana Alžběta Bádensko-Durlašská                  |  |  |  |  |  |  |  |                                  |
|                    |                                                  |  |                                                 |                                                    |  |  |  |  |  |  |  |                                  |
| Ludvík I. Hesenský |                                                  |  |                                                 |                                                    |  |  |  |  |  |  |  |                                  |
|                    |                                                  |  |                                                 |                                                    |  |  |  |  |  |  |  |                                  |
|                    |                                                  |  | Kristián I. Falcko-Birkenfeldsko-Bischweilerský |                                                    |  |  |  |  |  |  |  |                                  |
|                    |                                                  |  |                                                 |                                                    |  |  |  |  |  |  |  |                                  |
|                    | Kristián II. Falcko-Zweibrückensko-Birkenfeldský |  |                                                 |                                                    |  |  |  |  |  |  |  |                                  |
|                    |                                                  |  |                                                 |                                                    |  |  |  |  |  |  |  |                                  |
|                    |                                                  |  |                                                 | Magdalena Kateřina Falcko-Zweibrückenská           |  |  |  |  |  |  |  |                                  |
|                    |                                                  |  |                                                 |                                                    |  |  |  |  |  |  |  |                                  |
|                    | Kristián III. Falcko-Zweibrückenský              |  |                                                 |                                                    |  |  |  |  |  |  |  |                                  |
|                    |                                                  |  |                                                 |                                                    |  |  |  |  |  |  |  |                                  |
|                    |                                                  |  |                                                 | Johan Jakub z Rappoltsteinu                        |  |  |  |  |  |  |  |                                  |
|                    |                                                  |  |                                                 |                                                    |  |  |  |  |  |  |  |                                  |
|                    | Kateřina Agáta z Rappoltsteinu                   |  |                                                 |                                                    |  |  |  |  |  |  |  |                                  |
|                    |                                                  |  |                                                 |                                                    |  |  |  |  |  |  |  |                                  |
|                    |                                                  |  |                                                 | Anna Klaudie ze Salm-Kyrburgu                      |  |  |  |  |  |  |  |                                  |
|                    |                                                  |  |                                                 |                                                    |  |  |  |  |  |  |  |                                  |
|                    | Karolína Falcko-Zweibrückenská                   |  |                                                 |                                                    |  |  |  |  |  |  |  |                                  |
|                    |                                                  |  |                                                 |                                                    |  |  |  |  |  |  |  |                                  |
|                    |                                                  |  |                                                 | Gustav Adolf Nasavsko-Saarbrückenský               |  |  |  |  |  |  |  |                                  |
|                    |                                                  |  |                                                 |                                                    |  |  |  |  |  |  |  |                                  |
|                    | Ludvík Kraft Nasavsko-Saarbrückenský             |  |                                                 |                                                    |  |  |  |  |  |  |  |                                  |
|                    |                                                  |  |                                                 |                                                    |  |  |  |  |  |  |  |                                  |
|                    |                                                  |  |                                                 | Klára Eleonora z Hohenlohe-Neuensteinu             |  |  |  |  |  |  |  |                                  |
|                    |                                                  |  |                                                 |                                                    |  |  |  |  |  |  |  |                                  |
|                    | Karolína Nasavsko-Saarbrückenská                 |  |                                                 |                                                    |  |  |  |  |  |  |  |                                  |
|                    |                                                  |  |                                                 |                                                    |  |  |  |  |  |  |  |                                  |
|                    |                                                  |  |                                                 | Jindřich Fridrich z Hohenlohe-Langenburgu          |  |  |  |  |  |  |  |                                  |
|                    |                                                  |  |                                                 |                                                    |  |  |  |  |  |  |  |                                  |
|                    | Filipína Henrieta z Hohenlohe-Langenburgu        |  |                                                 |                                                    |  |  |  |  |  |  |  |                                  |
|                    |                                                  |  |                                                 |                                                    |  |  |  |  |  |  |  |                                  |
|                    |                                                  |  |                                                 | Juliana Dorotea z Castell-Remlingenu               |  |  |  |  |  |  |  |                                  |
|                    |                                                  |  |                                                 |                                                    |  |  |  |  |  |  |  |                                  |